# Tiganophyton
Tiganophyton, monotipski biljni rod smješten u vlastitu porodicu Tiganophytaceae. Jedina vrsta je T. karasense, zimzeleni patuljasti grm opisan 2020 godine kao nova vrsta, novi rod i nova porodica iz reda Brassicales. Namibijski endem.

## Etimologija
Latinsko ime roda Tiganophyton potječe od grčkog τηγάνι, tigani, tava, što se odnosi na stanište ove vrste, koje može biti izuzetno vruće, i φυτών, fyton, biljka. Poseban epitet “karasense” označava regiju Karas u južnoj Namibiji, gdje se nalaze svi poznati lokaliteti ove nove vrste.

## Opis
To je zimzeleni, patuljasti grm, 0,3 – 0,8 m visok i gotovo jednakog promjera, grana se odmah ispod ili iznad razine tla. Nova vrsta ima duge i kratke izdanke, svaki s drugom vrstom lišća. Najprije se razvijaju dugi izdanci, a zatim kratki izdanci u pazušcima listova. Nakon što su kratki izdanci dobro razvijeni, dugi izdanci gube lišće. Stariji dugi izdanci gusto su prekriveni kratkim izdancima, a potonji izgledaju kao rozete lišća i pricvjetnih listova poput ljuskica. Cvjetovi se razvijaju samo na kratkim izdancima nakon što rozeta dosegne promjer od 2 – 3 mm. Čini se da kratki izdanci nastavljaju postupno rasti nekoliko sezona, a njihovi listovi i brakteje su postojani; Apikalno su vidljivi “godišnji” koluti novog rasta. Novi dugi izdanci razvijaju se iz vrha nekih kratkih izdanaka, pri čemu potonji očito zadržavaju sposobnost da postanu dugi izdanci. Oraščići (“sjemenke”) se ne oslobađaju aktivno iz biljaka, već ostaju u svom izvornom položaju skriveni među gusto zbijenim listovima rozeta kratkih izdanaka. Vjerojatno se puštaju tek nakon što biljka ugine ili kad se rozeta osuši, što je proces koji može trajati nekoliko godina u sušnim uvjetima ovog staništa.